# Battle Arena Nitoshinden
Battle Arena Nitoshinden est jeu vidéo de combat dérivé de la série des Battle Arena Toshinden, publié en 1996 uniquement au Japon. Nitoshinden comprend des personnages super déformés, similaires à ceux de Virtua Fighter Kids.

## Système de jeu
Le gameplay de Nitoshinden est différent des autres jeux de la série. Chaque mouvement des personnages est réduit à six attaques ; quatre attaques standards, une attaque spéciale, et une attaque finale. Les attaques normales correspondent à ce qui se fait habituellement dans les Toshinden. Il n'existe aucun réel combo lors de combat, mais certaines attaques peuvent enchainer avec d'autres.